# 캐럴린 머피
캐럴린 머피(Carolyn Murphy, 1974년 8월 11일 ~ )는 미국의 모델이다.